# Aralosaurus
Aralosaurus („ještěr od Aralského jezera“) byl rodem kachnozobého dinosaura z podčeledi Lambeosaurinae. Žil v období konce svrchní křídy (geologické stupně turon až santon, asi před 94–86 miliony let) na území současného Kazachstánu. Charakteristickým znakem byl výrůstek nad nasální částí lebky, podobný lebečním útvarům u příbuzných rodů Maiasaura nebo Gryposaurus. Tento druh vědecky popsal sovětský paleontolog Anatolij Rožděstvenskij v roce 1968.

## Popis
Tento dinosaurus dosahoval velikosti současného slona, měl masivní tělo a mohutné zadní nohy. Dosahoval délky kolem 8 metrů a hmotnosti asi 2 až 3 tuny, tyto rozměry jsou ale poněkud nejisté. Báze lebky byla široká a umožňovala ukotvení mohutných žvýkacích svalů. V čelistech se nacházelo více než 1000 zubů v asi třiceti řadách. Výrůstek na hlavě zřejmě sloužil jako signalizační zařízení, mohl být ale uplatněn i při vnitrodruhových soubojích.

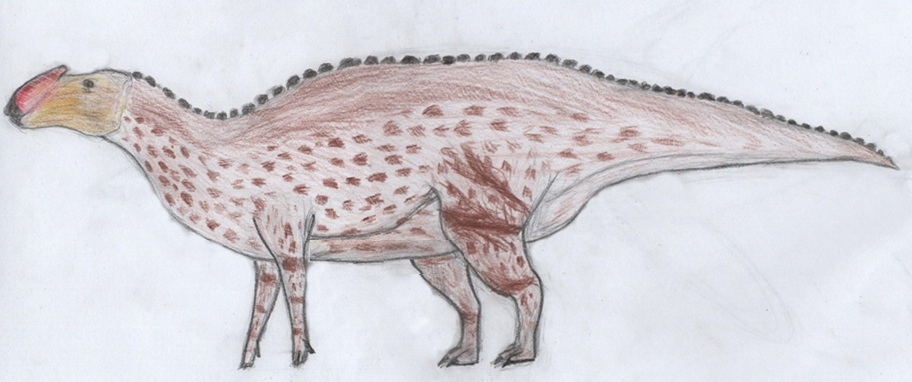
Obrázek aralosaura

## Zařazení
Podle fylogenetické analýzy z roku 2013 tvořil tento druh sesterský taxon evropskému druhu Canardia garonnensis v rámci tribu Aralosaurini.